# Minestrina
La minestrina o pastina in brodo è una leggera minestra, solitamente in brodo, fatta con pasta di piccolo formato (pastina).

## Preparazione
Il brodo utilizzato per la preparazione della minestrina può essere di carne, pesce o verdure, o talvolta preparato con dado. La cottura della pasta, essendo questa di piccole dimensioni, dura in genere pochi minuti. È piuttosto comune arricchire la minestrina così ottenuta con parmigiano grattugiato e/o olio crudo, o anche con il formaggio a pasta fusa.

## Utilizzo
La minestrina viene spesso consumata durante il pasto serale. Di solito si assume calda, ed è quindi più adatta al clima invernale che a quello estivo. Può venire introdotta nei pasti dei bambini a partire dal sesto mese d'età La minestrina è in genere anche considerata adatta a persone con vari tipi di problemi sanitari o con specifiche necessità dietetiche in quanto, pur essendo povera di calorie, è comunque in grado di dare un relativo senso di sazietà. Anche per questo, più che dai giovani, viene spesso apprezzata da persone avanti negli anni.

## Varianti
A volte invece che con la pasta minuta la minestrina può essere preparata con il riso o con altri prodotti a base di cereali quali fiocchi d'avena o cous cous. Una variante della classica minestrina un tempo abbastanza diffusa in ambiente rustico era quella di avvinarla, ovvero di affogare la pastina in una abbondante dose di vino.

## Nella cultura di massa
Giorgio Gaber nella sua canzone Destra-Sinistra (1994) paragona con ironia la minestrina con il minestrone affermando che Una bella minestrina è di destra / il minestrone è sempre di sinistra.